# Galerucella calmariensis
Galerucella calmariensis är en skalbaggsart som först beskrevs av Carl von Linné 1767.  Galerucella calmariensis ingår i släktet Galerucella, och familjen bladbaggar. Arten är reproducerande i Sverige.

## Bildgalleri

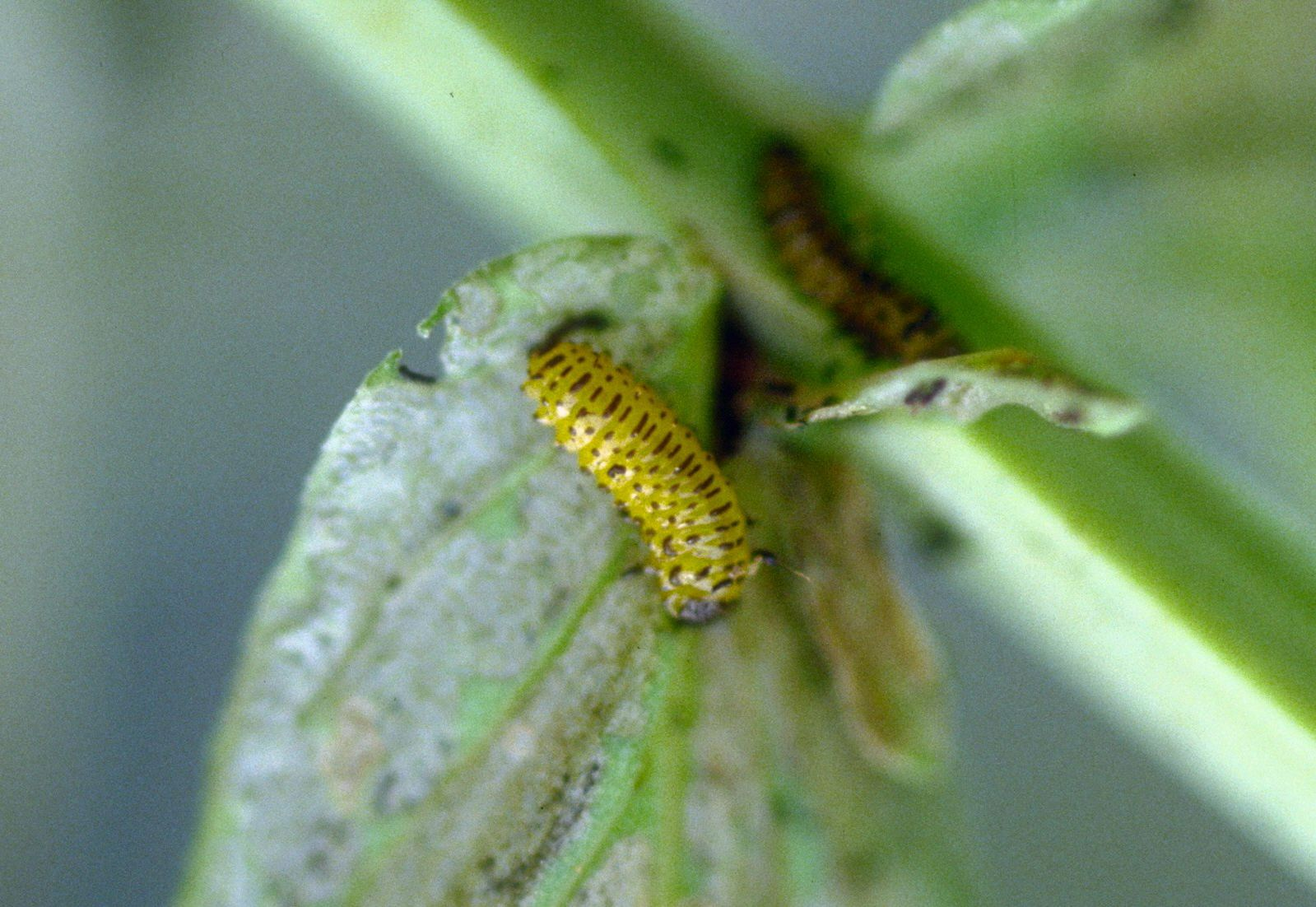